# David Casteu
David Casteu (* 9. April 1974 in Nizza) ist ein französischer Endurorennfahrer.
Mitte der 1990er-Jahre erzielte Casteu seine ersten Erfolge im Endurosport. 1997 wurde er französischer Vize-Enduromeister in der Klasse B, ein Jahr darauf in der Klasse A.

## Karriere
Casteu debütierte im Jahr 2000 in der Rallye-Raid-Weltmeisterschaft bei der Rallye Tunesien. 2003 startete er zum ersten Mal bei der Rallye Dakar. Im gleichen Jahr gewann er die Rallye Tunesien in der 450er-Klasse. 2005 erzielte er dritte Plätze bei der Rallye Marokko, der Pharaonen-Rallye und bei der UAE Desert Challenge. Die Rallye-Raid-Weltmeisterschaft schloss er auf dem zweiten Platz ab.

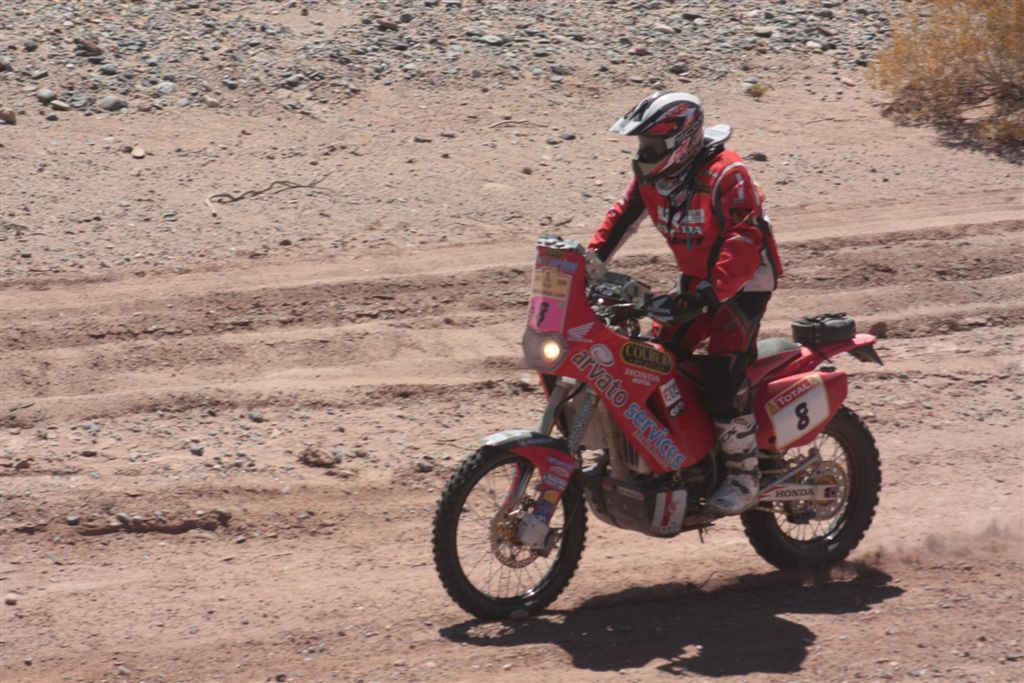
David Casteu auf einer KTM bei der Rallye Dakar 2009

Casteu erhielt 2006 einen Platz im KTM-Werksteam. Bei der Rallye Dakar wurde er Achter und konnte einen Etappensieg erringen. Bei der Rallye-Raid-Weltmeisterschaft wurde er erneut Zweiter. 2007 belegte er den zweiten Platz bei der Rallye Dakar und wurde Dritter in der Rallye-Raid-Weltmeisterschaft. 2008 war seine bisher erfolgreichste Saison. Casteu gewann die Mitteleuropa-Rallye, die Ersatzveranstaltung der Rallye Dakar, und die Pharaonen-Rallye.
Casteu wechselte zur Saison 2009 zum privaten Vectra-Racing-Team und war dort der Teamkapitän. Er startete als einer der Favoriten in die Rallye Dakar 2009, büßte aber bereits auf der ersten Etappe jegliche Chancen auf den Gesamtsieg ein, da er aufgrund eines Reifenschadens über eine Stunde verlor. Am Ende der Rallye sprang immerhin noch ein vierter Platz in der Gesamtwertung heraus.
| Personendaten    | Personendaten               |
| ---------------- | --------------------------- |
| NAME             | Casteu, David               |
| KURZBESCHREIBUNG | französischer Enduro-Fahrer |
| GEBURTSDATUM     | 9. April 1974               |
| GEBURTSORT       | Nizza                       |